# Goffredo da Bussero
Goffredo da Bussero, talvolta nella forma Gotifredo o Gotofredo (Bussero, 8 ottobre 1220 – Milano, dopo il 1288), è stato un presbitero e scrittore italiano.

## Biografia
Goffredo da Bussero venne battezzato dal prete Valo della chiesa milanese di Santo Stefano ad Nuxigiam. La sua famiglia appartenente alla feudalità di origine vescovile di Bussero aveva largamente contribuito a Milano con la fondazione dell'ospedale di Santo Stefano in Brolo che, sino alla metà del Quattrocento con l'istituzione dell'Ospedale Maggiore, sarà una delle principali strutture mediche della città.
Intraprese la carriera ecclesiastica appoggiato in questo dall'esempio di un suo parente, Pietro da Bussero, che era divenuto canonico a Monza, diacono e poi cardinale e legato di papa Urbano III in Ungheria. 
Goffredo fu anche apprezzato scrittore e storiografo, noto soprattutto per essere stato l'autore del Liber Notitiae Sanctorum Mediolani, manoscritto redatto presumibilmente intorno al 1289 e sicuramente antecedente al 1311. Compare come cappellano della parrocchia di Rovello. Nel Liber, accanto alle agiografie, sono elencate le chiese e gli altari della diocesi milanese dedicati ai diversi santi ed è quindi un documento importantissimo per la datazione degli edifici sacri e per avere un'immagine della Milano del Duecento.
Il testo venne citato e utilizzato come fonte da altri importanti scrittori della storia della città di Milano come Bonvesin de la Riva, Galvano Fiamma e Giorgio Giulini.
L'originale pervenutoci del codice, in esemplare unico, si trova presso la Biblioteca capitolare del Duomo di Milano anche se secondo alcuni studi condotti ad inizio Novecento si tratterebbe di una copia fedele redatta tra la fine del XIII e gli inizi del XIV secolo.
Altra opera per cui Goffredo da Bussero è noto è chiamata Cronaca, citata ampiamente dal Fiamma e che il Giulini identificava come "Cronachetta di Filippo da Castelseprio" e da lui edita sotto questo nome. L'opera si presenta come una cronaca degli avvenimenti più importanti della storia di Milano a partire dall'anno sedicesimo dopo la fondazione di Roma sino al 1271. L'opera presenta numerose e macroscopiche omissioni come ad esempio la mancata citazione dell'elezione di Ottone Visconti alla cattedra arcivescovile di Milano, fatto spiegabile col fatto che il Bussero era un guelfo e che supportò pertanto i Della Torre.